# Minerva Airlines
Minerva Airlines è stata una compagnia aerea italiana fondata nell'ottobre 1993 a Catanzaro. La base operativa iniziale fu nell'aeroporto di Padova fino al 1997 e, dal 1998, nell'aeroporto di Trieste-Ronchi dei Legionari. 

## Storia

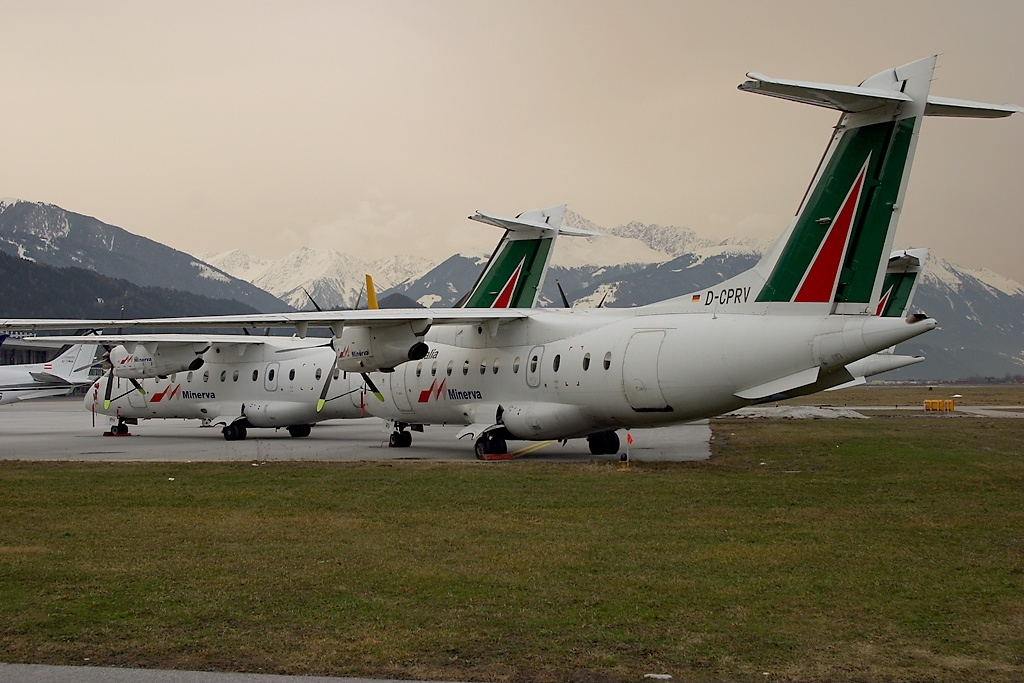
Dornier 328-110, nella livrea Alitalia, nel 2004 nell'aeroporto di Innsbruck.

La società svolgeva servizio di trasporto passeggeri esclusivamente per conto di Alitalia utilizzando il robusto bimotore tedesco Dornier 328-110. Tali attività iniziarono il 1º settembre 1996 e furono successivamente affiancate anche da alcuni voli charter.
Nei primi anni di attività la società conobbe una fase di sviluppo grazie ad una gestione oculata ed efficace. Ad iniziare dal 1998, diventò partner di Alitalia su molte rotte nazionali (14 linee e 400 voli settimanali) ed europee. In seguito alla crisi che nel 2002 colpì il vettore di bandiera, per cui Minerva operava totalmente, unita a difficoltà di gestione amministrativa, il 25 ottobre 2003 Minerva Airlines interruppe i voli e fu poi dichiarata fallita dal Tribunale di Catanzaro. Nel 2004 Alitalia dichiarò che Minerva Airlines avrebbe potuto riprendere il servizio per conto di Alitalia Express e utilizzando gli ATR 42-300, ma il progetto non venne mai portato a termine.
Il 16 aprile 2012 il Tribunale di Catanzaro dichiarò il non luogo a procedere per intervenuta prescrizione nei confronti dei quattro componenti del consiglio d'amministrazione della società che erano stati chiamati a rispondere dell'imputazione di bancarotta preferenziale.

## Flotta
Alla data di cessazione delle attività, la flotta di Minerva Airlines era così composta:
| Tipo di aereo   | In flotta | Ordini | Capienza passeggeri | Capienza passeggeri | Capienza passeggeri | Note                      |
| Tipo di aereo   | In flotta | Ordini | C                   | Y                   | Totale              | Note                      |
| --------------- | --------- | ------ | ------------------- | ------------------- | ------------------- | ------------------------- |
| Dornier 328-110 | 10        | −      | 31                  | 31                  | 31                  |                           |
| ATR 42-320      | 1         | −      | -                   | -                   | -                   | noleggiato da Italy First |
| Totale          | 11        | −      |                     |                     |                     |                           |

## Incidenti
- Il 25 febbraio 1999 un Dornier che operava il volo AZ1553 proveniente da Cagliari oltrepassò la soglia della pista dell'aeroporto di Genova, terminando la corsa in mare. Tre passeggeri ed un membro dell'equipaggio persero la vita.[11][12]